# フィッティング・イデアル
可換環論のフィッティング・イデアル（英: Fitting ideal）とは、可換環上の有限生成加群を指定された数の元によって生成しようとしたときに現れる障害を記述するものである。名称は考案者のハンス・フィッティングに因む

。

## 定義
可換環 R 上の有限生成加群 M が元
m1, ... , mn
によって生成され、その関係式が
{\displaystyle a_{j1}m_{1}+\cdots +a_{jn}m_{n}=0\ ({\text{for }}j=1,2,\dots )\,}
であったとする。このとき、M の i 次フィッティング・イデアル
Fitti(M)
とは、行列
ajk
の
n − i
次小行列式（部分行列の行列式）で生成されるイデアルのことをいう。フィッティング・イデアルは M の生成元と関係式の取り方によらない。
ゼロではない最初のフィッティング・イデアル
Fitti(M)
をフィッティング・イデアル
I(M)
と定義する人もいる。

## 性質
フィッティング・イデアルは増大する:
Fitt0(M) ⊆ Fitt1(M) ⊆ Fitt2(M) ...
M が n 個の元で生成できるなら
Fittn(M) = R
が成り立ち、R が局所環なら逆も成り立つ。M の零化イデアルを
Ann(M) とすると
Fitt0(M) ⊆ Ann(M)
が成り立つ。また
Ann(M) Fitti(M) ⊆ Fitti−1(M)
が成り立つ。
特に、M が n 個の元で生成できるなら
Ann(M)n ⊆ Fitt0(M)
が成り立つ。

## 例
M が階数 n の自由加群なら、
フィッティング・イデアル
Fitti(M)
は
i < n
に対してゼロであり、
i ≥ n に対して R である。
M を位数
|M|
の有限アーベル群とする。これを整数環上の加群とみたとき、そのフィッティング・イデアル
Fitt0(M)
はイデアル
(|M|)
である。
結び目のアレクサンダー多項式は、結び目補空間の無限次アーベル被覆の1次ホモロジーのフィッティング・イデアルの生成元である。

## フィッティング像
スキームの射のスキーム論的像の定義に0次フィッティング・イデアルを使うこともできる。この方法だと族に対しての振る舞いがよい。スキームの射
{\displaystyle f:X\rightarrow Y}
のフィッティング像（Fitting image）とは、イデアル層
{\displaystyle Fitt_{0}(f_{*}{\mathcal {O}}_{X})}
に随伴する閉部分スキームとして定義される。ここで、{\displaystyle f_{*}{\mathcal {O}}_{X}} を標準射 {\displaystyle f^{\#}} によって {\displaystyle {\mathcal {O}}_{Y}} 加群と見ている。

## 歴史
1929年、フィリップ・フルトヴェングラーは類体論の主イデアル定理を証明した。彼の証明は群論的計算を延々と続けるという、難解なものであった。彌永昌吉は彼の証明を改善する過程で位数イデアル（Ordnungsideal）の概念を導入した。これがハンス・フィッティングによって行列式イデアル（Determinantenideal）として取り上げられ、拡張され、フィッティング・イデアルと呼ばれるものになった。その後、バリー・メイザーとアンドリュー・ワイルズによって岩澤主予想の証明に活用された。